# 茅野牧夫
茅野 牧夫（かやの まきお）は、日本の国土交通技官、工学博士。和歌山県県土整備部長や、国土交通省中部地方整備局長を経て、日本道路建設業協会副会長。

## 人物・経歴
大阪府生まれ。1983年京都大学工学部卒業。在学中美術部長を務め、1985年京都大学大学院工学研究科修了、建設省入省。
国土交通省道路局企画課付を経て、2003年国土交通省北陸地方整備局新潟国道事務所長。2005年国土交通省道路局国道・防災課道路保全企画官。
2007年和歌山県県土整備部長。2010年国土交通省近畿地方整備局道路部長、奈良県奈良中心市街地交通処理対策検討委員会委員。2013年国土交通省道路局国道・防災課長、首都圏大規模水害対策協議会構成員。
2015年国土交通省中部地方整備局長、愛知県都市計画審議会委員、国土をつくる人写真展審査委員会顧問、土木学会中部支部評議員。
同年京都大学博士（工学）。2016年退官、日本道路建設業協会常任顧問。2017年日本道路建設業協会副会長兼専務理事。